# Leptogryllus perkinsi
Leptogryllus perkinsi är en insektsart som beskrevs av Otte, D. 1994. Leptogryllus perkinsi ingår i släktet Leptogryllus och familjen syrsor. Inga underarter finns listade i Catalogue of Life.